# Pakra
Pakra je řeka v Chorvatsku. Je dlouhá 72 km a prochází Požežsko-slavonskou a Sisacko-moslavinskou župou. Pramení v blízkosti vesnice Ožegovci a ústí do řeky Lonji. Podle řeky bylo pojmenováno město Pakrac, které na Pakře leží, dále řeka prochází městem Lipik.

## Sídla ležící u břehu řeky
Ožegovci, Španovica, Dragović, Kusonje, Prekopakra, Pakrac, Filipovac, Lipik, Jagma, Jamarica, Banova Jaruga, Piljenice

## Přítoky
Mezi přítoky Pakry patří řeka Bijela a potoky Ilidža a Sivornica.